# Glaucidium cuculoides
Mocho-pigmeu-listado ou mochinho-cuculoide (Glaucidium cuculoides) é uma espécie de ave da família Strigidae. Pode ser encontrada em Bangladesh, Butão, Camboja, China, Índia, Laos, Mianmar, Nepal, Paquistão, Tailândia e Vietnã.